# Pentatló antic
El pentatló o pentàtlon (en grec antic πένταθλον péntathlon) fou una disciplina atlètica dels Jocs Olímpics i altres Jocs Panhel·lènics que es disputaven a l'antiga Grècia. Cal no confondre aquesta competició amb el Pentatló modern, que fou ideat pel Baró Pierre de Coubertin, pare dels Jocs Olímpics moderns.
Competicions del pentatló antic;
- Stadion, una cursa curta
- Lluita
- Salt de llargada
- Llançament de javelina
- Llançament de disc

Els pentatletes eren considerats uns dels esportistes més hàbils i el seu entrenament formava part sovint del servei militar, ja que cadascuna de les 5 proves era considerada d'utilitat en les batalles.